# Berengar av Barcelona
Berengar av Barcelona, död 835, var regerande greve av Barcelona mellan 832 och 835.
Han var rådgivare till Pippin I av Akvitanien.